# 소노호텔&리조트
소노호텔앤리조트(Sono Hotel&Resort)는 대명소노그룹에서 지은 휴양지이며 소노펠리체(Sono Felice), 쏠비치(Sol Beach), 소노캄(Sono Calm), 소노벨(Sono Belle), 소노문(Sono Moon), 소노휴(Sono Hue), 오퍼레이티드 바이 소노(operated by Sono)로 크게 7가지 유형으로 나뉜다.

## 연혁
다음은 소노호텔앤리조트 개장 시기이다.
- 1990년 7월 : 설악콘도 금강동 개관(196실)
- 1991년 7월 : 설악콘도 설악동 개관(487실)
- 1992년 4월 : 양평콘도 개관(204실)
- 1993년 12월 : 비발디파크 유스호스텔 개관(188실), 비발디파크 스키장 개장
- 1994년 12월 : 비발디파크 파인동 개관(375실)
- 1995년 12월 : 비발디파크 오크동 개관(715실)
- 1997년 9월 : 비발디파크 대중골프장 개관(9홀)
- 1998년 7월 : 설악콘도 대중골프장 개관(9홀)
- 2002년 12월 : 단양콘도 온달동 개관(625실)
- 2004년 11월 : 단양콘도 평강동 개관(231실), 비발디파크 메이플동, 노블리안 개관(각각 453실, 70실)
- 2005년 4월 : 비발디파크 C.C. 개장(18홀)
- 2005년 10월 : '대명콘도'를 대명리조트로 상호변경
- 2006년 4월 : 대명리조트 경주 개관(417실)
- 2006년 7월 : 비발디파크 오션월드 개장
- 2007년 6월 : 쏠비치 호텔&리조트 양양 콘도동 개관(229실)
- 2007년 9월 : 대명리조트 제주 개관(242실)
- 2007년 10월 : 쏠비치 호텔&리조트 양양 라오텔 개관(214실)
- 2008년 7월 : 대명리조트 변산 개관(504실)
- 2009년 11월 : 소노펠리체 개관
- 2010년 12월 : 비발디파크 체리동 개관(279실)
- 2012년 3월 : MVL 호텔 여수 개관
- 2012년 7월 : 델피노 골프&리조트 개관
- 2013년 3월 : MVL 호텔 킨텍스 개관
- 2013년 7월 : 대명리조트 거제 개관
- 2014년 3월 : 소노펠리체 승마클럽 개장
- 2014년 7월 : 소노빌리지 개관
- 2016년 6월 : 쏠비치 호텔&리조트 삼척 개관
- 2017년 6월 : 대명리조트 청송 개관
- 2019년 7월 : 쏠비치 호텔&리조트 진도 개관
- 2019년 9월 : 소노호텔앤리조트 사명 변경, '소노' 브랜드 리뉴얼
- 2020년 7월 : 소노펫클럽&리조트(비발디파크/소노캄 고양) 오픈
- 2021년 1월 : 소노호텔앤리조트, 대명건설 합병
- 2021년 3월 : 소노인터내셔널 사명 변경
- 2021년 10월 : 소노펠리체 델피노 개관(211실)
- 2024년 7월 : 소노문 해운대 개관
- 2025년 3월 : 소노문 단양, 소노문 델피노, 소노문 비발디파크 > 소노벨 단양, 소노벨 델피노 East, 소노벨 비발디파크 D(호텔)로 브랜드 변경

## 브랜드

### 소노펠리체(Sono Felice)
선망의 대상이 되는 당신에게 어울리는 고품격 휴식 공간
남다른 품격을 갖춘 당신을 위해 각별한 정성을 쏟았습니다. 기품있고 우아한 당신을 돋보이게 하는 공간에서 여유로운 시간을 즐겨보세요.
| 명칭                         | 영문 명칭                        | 주소                                                 |
| ---------------------------- | -------------------------------- | ---------------------------------------------------- |
| 소노펠리체 비발디파크        | Sono Felice Vivaldi Park         | 강원특별자치도 홍천군 서면 한치골길 262(팔봉리)      |
| 소노펠리체 빌리지 비발디파크 | Sono Felice Village Vivaldi Park | 강원특별자치도 홍천군 서면 한치골길 262(팔봉리)      |
| 소노펠리체 델피노            | Sono Felice Del Pino             | 강원특별자치도 고성군 토성면 미시령옛길 1153(원암리) |
| 소노펠리체 빌리지 델피노     | Sono Felice Village Del Pino     | 강원특별자치도 고성군 토성면 미시령옛길 1153(원암리) |

### 쏠 비치(Sol Beach)
지중해 휴양지의 로망
붉은 태양, 청명한 하늘, 보드라운 바람, 잔잔한 파도. 유럽의 정취가 가득한 이국적인 쏠비치에서 당신의 특별한 여정을 계획해보세요. 
| 명칭         | 영문 명칭          | 주소                                                |
| ------------ | ------------------ | --------------------------------------------------- |
| 쏠 비치 양양 | Sol Beach Yangyang | 강원특별자치도 양양군 손양면 선사유적로 678(오산리) |
| 쏠 비치 삼척 | Sol Beach Samcheok | 강원특별자치도 삼척시 수로부인길 453(갈천동)        |
| 쏠 비치 진도 | Sol Beach Jindo    | 전라남도 진도군 의신면 송군길 30-40(초사리)         |

### 소노캄(Sono Calm)
다채로운 경험의 향연
소노캄은 그 지역의 문화와 자연을 이해합니다. 특색있는 환경들과 고유한 스타일로 다양성을 아우르는 소노캄은 각기 다른 이야기와 문화로부터 당신의 경험을 보다 더 풍부하게 만듭니다.
| 명칭                                       | 영문 명칭              | 주소                                                    |
| ------------------------------------------ | ---------------------- | ------------------------------------------------------- |
| 소노캄 비발디파크 (구 소노벨 비발디파크 D) | Sono Calm Vivaldi Park | 강원특별자치도 홍천군 서면 한치골길 262(팔봉리)         |
| 소노캄 델피노                              | Sono Calm Del Pino     | 강원특별자치도 고성군 토성면 미시령옛길 1153(원암리)    |
| 소노캄 고양                                | Sono Calm Goyang       | 경기도 고양시 일산동구 태극로 20(장항동)                |
| 소노캄 여수                                | Sono Calm Yeosu        | 전라남도 여수시 오동도로 111(수정동)                    |
| 소노캄 거제                                | Sono Calm Geoje        | 경상남도 거제시 일운면 거제대로 2660(소동리)            |
| 소노캄 제주                                | Sono Calm Jeju         | 제주특별자치도 서귀포시 표선면 일주동로 6347-17(토산리) |

### 소노벨(Sono Belle)
자연을 마주하는 여정
위대한 자연이 선물하는 모든 순간, 대한민국이 가진 자연의 아름다움을 가장 가까이에서 관찰하고 즐겨보세요.
| 명칭              | 영문 명칭               | 주소                                                   |
| ----------------- | ----------------------- | ------------------------------------------------------ |
| 소노벨 비발디파크 | Sono Belle Vivaldi Park | 강원특별자치도 홍천군 서면 한치골길 262(팔봉리)        |
| 소노벨 천안       | Sono Belle Cheonan      | 충청남도 천안시 동남구 성남면 종합휴양지로 200(용원리) |
| 소노벨 청송       | Sono Belle Cheongsong   | 경상북도 청송군 주왕산면 주왕산로 494-1(하의리)        |
| 소노벨 경주       | Sono Belle Gyeongju     | 경상북도 경주시 보문로 402-12(신평동)                  |
| 소노벨 변산       | Sono Belle Byeonsan     | 전북특별자치도 부안군 변산면 변산해변로 51(격포리)     |
| 소노벨 제주       | Sono Belle Jeju         | 제주특별자치도 제주시 조천읍 신북로 577(함덕리)        |
| 소노벨 단양       | Sono Belle Danyang      | 충청북도 단양군 삼봉로 187-17                          |

### 소노문(Sono Moon)
트렌디한 여행의 방식을 만드는 브랜드
소노문이 가진 부대시설은 무한합니다. 지역의 문화, 역사, 미식, 축제 등 소노문의 다채로운 부대시설인 지역 명소 구석구석을 탐구하고 숨어있는 이야기를 발견해보세요. 
| 명칭          | 영문 명칭          | 주소                                  |
| ------------- | ------------------ | ------------------------------------- |
| 소노문 해운대 | Sono Moon Haeundae | 부산 해운대구 해운대해변로 237번길 12 |

### 소노휴(Sono Hue)
사색과 고요가 필요한 순간
도심과 멀지않은 곳에서 고요하고 편안한 쉼을 즐기세요. 일상을 벗어난 당신에게 가장 필요한 아늑함과 고요함이 당신을 맞이합니다.
| 명칭        | 영문 명칭           | 주소                                        |
| ----------- | ------------------- | ------------------------------------------- |
| 소노휴 양평 | Sono Hue Yangpyeong | 경기도 양평군 개군면 신내길7번길 55(공세리) |

## 바로 가기
- 소노호텔앤리조트